# 小山田圭吾
小山田 圭吾（おやまだ けいご、1969年1月27日 - ）は、日本のミュージシャン、音楽プロデューサー、マルチプレイヤーである。1989年にフリッパーズ・ギターのメンバーとしてデビュー。1991年の解散後、約2年のブランクを経て、1993年よりソロユニットCornelius（コーネリアス）として活動。第51回グラミー賞「最優秀サラウンド・サウンド・アルバム」ノミネートアーティスト。

## 経歴

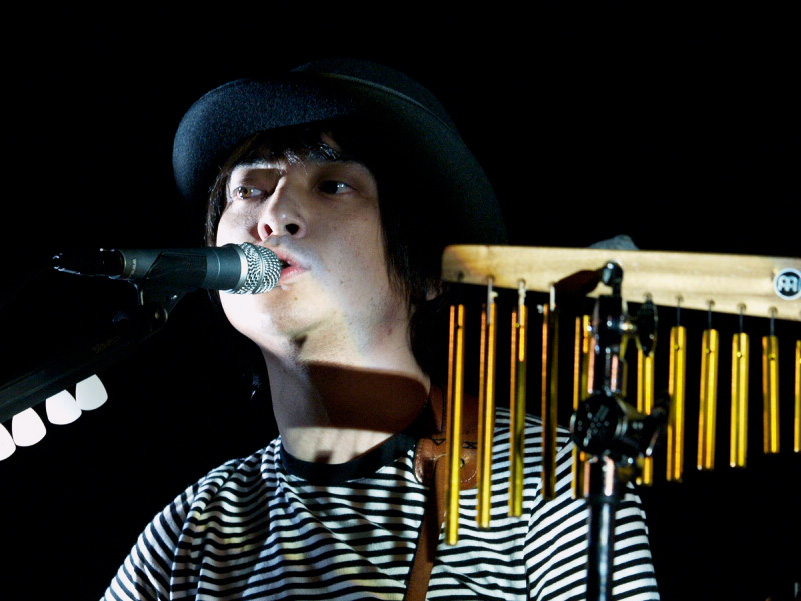
Mœrs festivalでのライブ（2007年）

和田弘とマヒナスターズの三原さと志の長男として、東京に生まれる。
外祖父は『紅白音楽試合』（『NHK紅白歌合戦』の前身番組）、『第1回NHK紅白歌合戦』、『第2回NHK紅白歌合戦』で総合司会を担当した元NHKアナウンサーの田辺正晴。
版画家の中林忠良は義理の叔父（父方の叔母の夫）。田辺靖雄は母方の叔父。ベンチャーキャピタリストである伊藤穰一とは、はとこに当たる。また、イギリスのロックバンドのLushのヴォーカル、ミキ・ベレーニともはとこに当たるほか、永積崇ともはとこに当たる。（ミキ・ベレーニと永積崇はいとこ同士である。）
父母が離婚していたため、2006年に父が他界するまで父方親族との交流はなかったが、父の死をきっかけに小山田家のことをいろいろ知るようになった」と語っている。
学校法人和光学園 和光小学校、和光中学校・高等学校卒業。
セツ・モードセミナーに通う傍ら、中学校の同級生であった小沢健二らと共にフリッパーズ・ギターを結成しメジャーデビュー。解散後、しばしの期間を経て小山田圭吾によるソロプロジェクトCorneliusとして音楽活動を再開する。
活動初期から中期かけての楽曲においては、手法としてサンプリングの採用、テルミンを用いる演奏、HDDによる多重録音、ヘヴィメタルへの傾倒と新解釈、シンセサイザーを前に出した演奏、ハーモニー効果の模索、サウンド・エンジニアリングの創意工夫等が施された作品を発表している。また音楽プロデューサーとしても多くのミュージシャンの活動に貢献している。
さらに1992年よりレコードレーベル「トラットリア (Trattoria Records)」を主宰する。その活動は、作品発表の場を求めるミュージシャンと新たな音楽を求める聴衆の掛け橋として機能した。小規模のレーベルによる作品の頒布はそれまでにも存在したが、このレーベルは新しい潮流の軽音楽を、単に一部の熱狂的な聴衆に提供するにとどまらず、全国の一般的な聴衆に広く頒布することを可能にした。2002年にこのレーベルは終了したが、その活動期間は10年にわたり、250の作品をリリースした。
1995年、森永のチョコレート「小枝」のCMに女装して「森の中の少女」として出演。
1997年8月6日、サードアルバム『FANTASMA』をリリース。初回限定盤にはイヤフォンが付属されていた。1998年にはアメリカのマタドール・レコードと契約、『FANTASMA』を世界21ヵ国でリリースする。これを機に現在まで、ツアーなどを含む海外での活動も盛んに行われることとなる。1999年にはThe Flaming Lipsとレディング・フェスティバルなどを含むアメリカ・ヨーロッパツアーを開催。10月にはアメリカのコーチェラ・フェスティバルに出演した。
2000年にミュージシャンの嶺川貴子と結婚、同年11月2日に長男（小山田米呂）が誕生。なお、嶺川とは2012年に離婚している。2001年10月24日、4枚目のアルバム『POINT』を国内リリース。翌2021年の1月には『POINT』を世界21カ国でリリース。6月からはAirとグラストンベリー・フェスティバルなどを含むヨーロッパツアーを行っている。

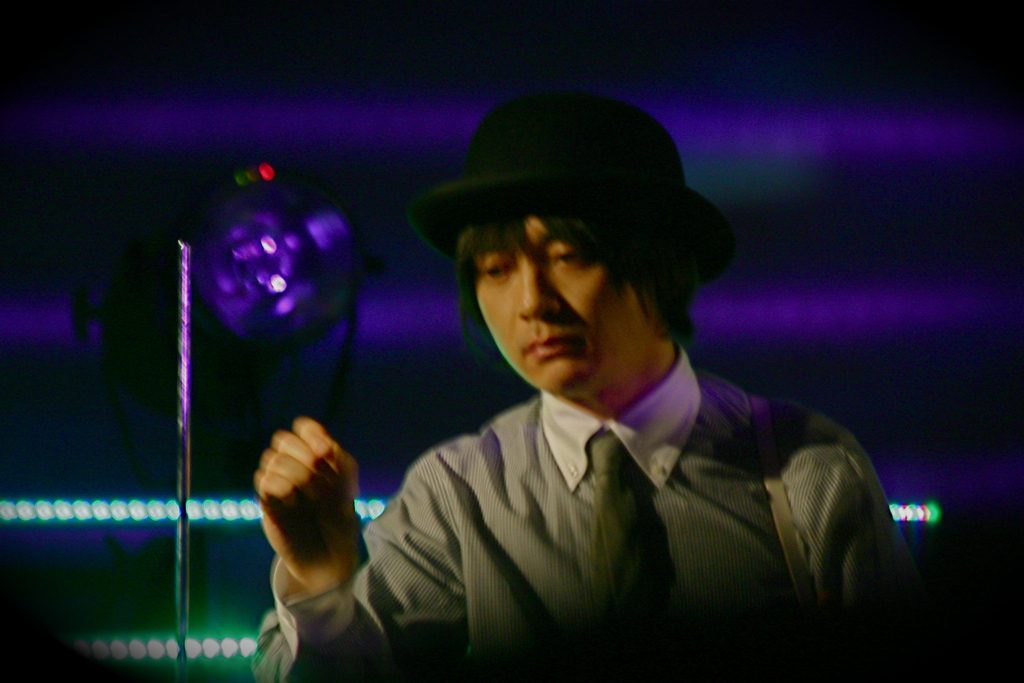
Webster Hallでのライブ（2008年）

2003年よりNHK-FMにて『小山田圭吾の中目黒ラジオ』の放送を開始。夏と冬（元旦）の年2回のレギュラー番組で、毎回番組用に製作されたDJミックスが1時間弱放送される。
また同時期には、バービカン・アートギャラリー（ロンドン）で行われたJAM展への映像作品の出展（2001年）、世界最大の映像の祭典「RESFest」におけるミュージッククリップ「DROP (DO IT AGAIN)」のベストオーディエンス賞受賞（2003年）、さらにV&A（ヴィクトリア&アルバート博物館/ロンドン）で行われた展覧会「Shhh…」への楽曲提供（2004年）など、音楽はもとより映像作品の制作など、幅広い活動を展開している。
2006年、5枚目のスタジオアルバム『SENSUOUS』の発表とともに4度目のワールドツアー“SENSUOUS SYNCHRONIZED SHOW”を開始。公演の際には“THE CORNELIUS GROUP”とのバンド名義で活動。海外ツアーのオープニングアクトにはホーリー・ファックを迎えた。またビースティ・ボーイズとのツアーも開催。
2008年、NHK-BShiにてワールドツアーの特集番組『小山田圭吾の中目黒テレビ〜コーネリアス・ワールド・ツアー 2006-2008』が放送された。日・米・欧・豪でのツアーの模様が伝えられた。また、映像作品集『SENSURROUND + B-Sides』が、アメリカ「第51回グラミー賞」最優秀サラウンド・サウンド・アルバム賞にノミネートされた。
2009年9月より、オノ・ヨーコと息子ショーン・レノンらと共にYOKO ONO PLASTIC ONO BANDのバンド名義で活動開始。
2011年1月より、女性ヴォーカルSalyuの多重録音をコンセプトとしたsalyu × salyuの活動を開始。小山田全面プロデュースによるコラボレーションアルバム『s(o)un(d)beams』のリリースとともに、全国ツアーを開始。翌年開催されたバルセロナのソナー・フェスティバルやロンドンの「JAZZ CAFÉ LONDON」には、"Cornelius presents salyu x salyu"として出演した。
2013年よりNHK-FMにおいて『小山田圭吾の新町ラジオ』を放送。
2015年3月、長男の小山田米呂がギタリストとして参加する和光学園に通う中学生バンド「Sure Shot」がファッションブランドPRETTY GREEN青山店でライブ開催。同年8月、新曲を含めた自選ワーク集『Constellations Of Music』発売。
2016年1月、高橋幸宏、砂原良徳、TOWA TEI、ゴンドウトモヒコ、LEO今井らと共に結成したバンドMETAFIVEとして、アルバム『META』を発売。6月にリマスター盤『FANTASMA』のLPを海外リリース。8月には新ベーシストに大野由美子（Buffalo Daughter）を迎え、8年ぶりとなるアメリカツアーを行った。ロサンゼルス公演にはBeckがサプライズ出演する一幕もあった。
2017年6月、10年半ぶりのスタジオ・アルバム『Mellow Waves』の発表を前に、7インチシングル『あなたがいるなら』、『いつか/どこか』を発売。また、『Mellow Waves』リリース・パーティおよび全国ツアー、FUJI ROCK FESTIVAL '17、ライジング・サン・ロックフェスティバル、SWEET LOVE SHOWERに出演した。9月、「夢の中で」を7インチ・シングルカット。10月、Beckの日本武道館公演にゲスト出演。
2018年1月、『Mellow Waves』のLP、カセットを海外リリース。2月にヤン富田とのライブ、3月にメキシコ（NRMAL Festivalのヘッドライナー）・北米ツアーを、また『デザインあ2』オリジナルサウンドトラックのリリース、5月にSpotifyのオリジナルプログラム『Spotify Singles』よりDrakeのカバー「Passionfruit」をリリース、またCircle'18のヘッドライナー、6月にイギリスのField DayとスペインのSonar Music Festivalに出演、また「音のアーキテクチャ展」のために書き下ろされた新曲「Audio Architecture」を配信と会場限定で7インチepリリース、7月に『デザインあ3』オリジナルサウンドトラックのリリース、8月にSONIC MANIAと、東京JAZZに出演、9月には『Mellow Waves』のLP国内盤と『Mellow Waves』以降に作られた楽曲で構成された編集盤『Ripple Waves』をリリース、10月から国内ホールツアーおよび台湾、香港での初ライブ、またバンコクでのライブを開催した。11月に「MUTEK.JP 2018」に出演した。北米ツアーの際には、米ラジオ局「NPR」の人気企画「Tiny Desk Concerts」に出演した。また4月からα-STATION『FLAG RADIO』のレギュラーDJを隔月で担当している。3月から5月にかけて富山県美術館、7月から10月にかけて日本科学未来館にて開催された「デザインあ」展の、6月から10月にかけて21_21 DESIGN SIGHTで開催された「音のアーキテクチャ展」の音楽を担当している。
2019年、3月と4月に開催された新インドアフェス「Q」のヘッドライナーとして、また6月に「TAICOCLUB」の後継フェスとなる「FFKT'19」に出演した。7月から放映されたテレビ東京のドラマ『サ道』の主題歌「サウナ好きすぎ」を配信リリース。また、福井で開催された新フェス「ONE PARK FESTIVAL」のヘッドライナーとして出演した。同月、1stアルバム『THE FIRST QUESTION AWARD』、4thアルバム『POINT』をリマスターしてリイシュー、映像作品『Mellow Waves Visuals』をリリースした。8月に韓国で開催された「INCHEON PENTAPORT ROCK FESTIVAL 2019」のヘッドライナーとして出演、また青森で開催された「ワールドハピネス2019」に出演、また大阪と東京で、9月にアメリカとカナダで『POINT』再発記念のライブ『Cornelius Performs Point』が開催された。帰国後、10月に朝霧JAM2019に出演予定だったが台風により中止。
2020年1月、ORIGINAL LOVE presents『Love Jam vol.5』に出演した。4月に「SYNCHRONICITY 2020」に出演予定だったが、2019新型コロナウイルス感染拡大防止のため中止。7月にMETAFIVEとして約4年ぶりのリリース『環境と心理』で初のリードヴォーカルを務めた。11月に渋谷パルコのオープン記念のために作られたBGM集『MUSIC FOR PARCO』をLPでリリースした。12月31日にフジロック2021年の開催に向けてのオールナイトイベント「KEEP ON FUJI ROCKIN’ II〜On The Road To Naeba 2021〜」に出演。2022年6月17日、音楽雑誌 nero の創刊10周年記念号とセットになった7インチレコードとして “Windmills of Your Mind” を発表。 2022年7月22日、シングル曲「変わる消える (feat. mei ehara)」を発表。2022年7月30日、FUJI ROCK FESTIVAL'22に、ホワイトステージのヘッドライナーとして出演した。
2023年4月8日、東京で大友良英と即興演奏ライブを開催（5月13日には京都でも開催）。6月、オーストラリアで開催されたRISING Festival 2023 Melbourne（16日）とVivid Sydney2023（17日）に出演。6月28日、7作目のオリジナルアルバム『夢中夢 -Dream In Dream-』をリリース。7月17日、1980年代後半に沖野俊太郎らと結成したネオサイケバンド、Velludoの約35年ぶりのライブを行う。9月30日から10月31日まで、国内ツアー「Cornelius 夢中夢 Tour 2023」を開催。10月6日から12月31日まで京都で開催された展覧会「AMBIENT KYOTO 2023」に参加し、京都中央信用金庫旧厚生センターにインスタレーション作品を展示。11月3日には、同イベントの一環として国立京都国際会館 Main Hallでワンマンライブ「AMBIENT KYOTO 2023 presents Cornelius 夢中夢 Special Live Set」を開催する。11月23日、ダリル・ホールの来日公演（スペシャルゲスト：トッド・ラングレン）にスペシャルゲストとして出演。12月9日、イギリスBBC Radioで放送された「AMBIENT KYOTO」の特集番組では、テリー・ライリーとともにアンビエントミュージックを中心としたプレイリストを選曲した。
2024年2月21日、くるりとともに「あらきゆうこ生誕50年ライブ」に出演。5月から中国、ヨーロッパ、アメリカで "Dream In Dream" World Tour 2024を開催。6月11日より、ロンドンを拠点に活躍するサウンドアーティスト／エクスペリエンスデザイナー・スズキユウリとコラボした『THE AMBIENT MACHINE - Cornelius edition』を限定50台で発売。6月26日には、テレビ東京『サ道2024SP～誰しも何かを胸にととのう～』のオープニングテーマ曲「サウナ好きすぎ、より深く」を含む、アンビエント色の強い作品を集めたアルバム『Ethereal Essence』をリリースした。7月、Cornelius活動30周年を記念して東京（7日）と京都（13日）でワンマンライブ「Cornelius 30th Anniversary Set」を開催。10月26日には、そのライブ映像と本人および青葉市子・岡村靖幸・髙城 晶平（cero）・山口一郎（サカナクション）へのインタビューを含む特集番組「CORNELIUS 30th Anniversary Special」がBSフジにて放送。11月20日にはフジテレビで再放送された。
2025年3月26・27日、1998-1999年のアメリカ、ヨーロッパおよび日本公演以来となるThe Flaming Lipsとのダブル・ヘッドライン公演を開催。5月3日から9日まで中国でDream After Dream Tour 2025を開催、4都市でライブを行う。5月20日、MUSIC AWARDS JAPAN 2025の授賞式に先立って開催されたイエロー・マジック・オーケストラのトリビュートコンサート「MUSIC AWARDS JAPAN A Tribute to YMO - SYMBOL OF MUSIC AWARDS JAPAN 2025-」にゲスト出演。7月16日には『69/96』の作詞を共作したブライアン・バートンルイスのお別れパーティーのヘッドライナーとして出演した。

## ライブツアー

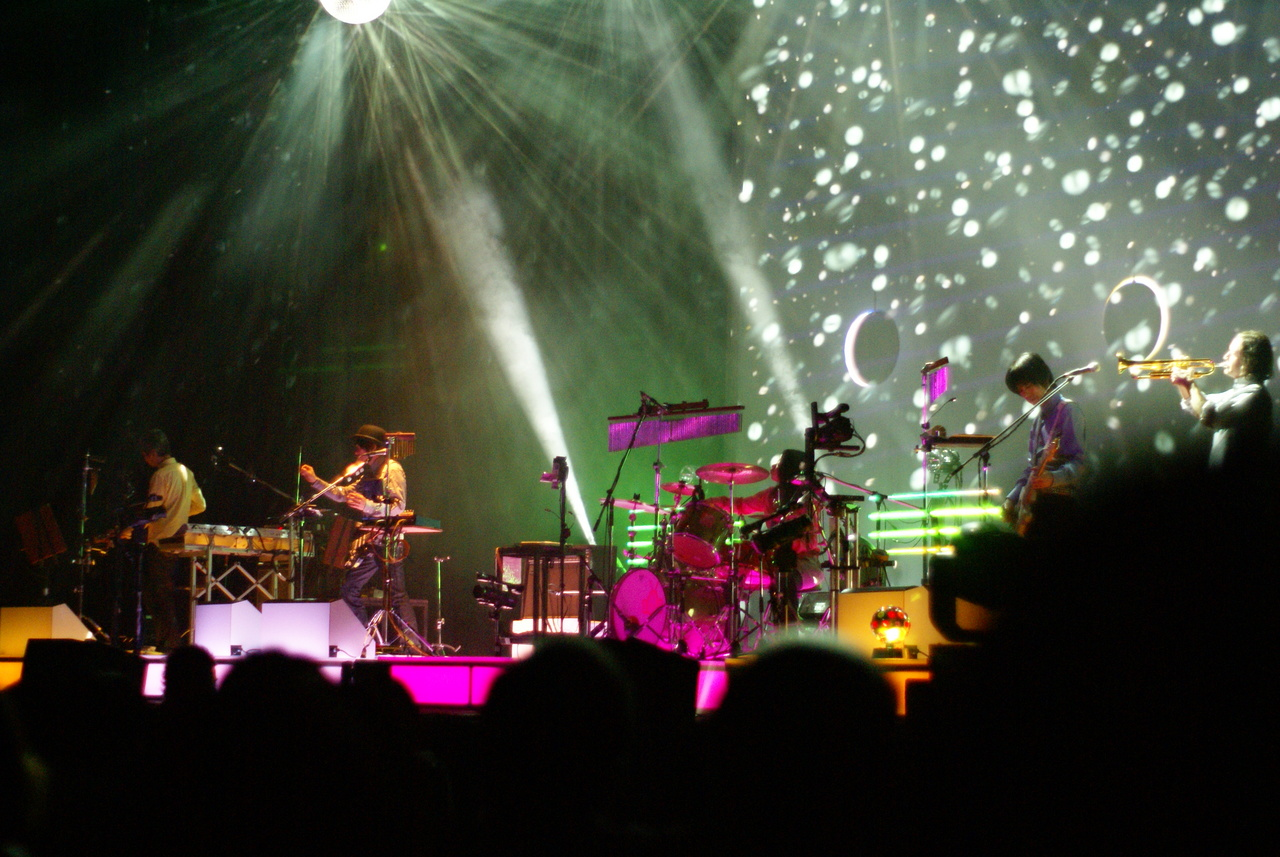
東京国際フォーラムでのライブ（2008年）

近年のCorneliusのライブで特徴的なこととして、バンド演奏と映像のシンクロが挙げられる。FANTASMAのリリース以降、曲ごとに作られた映像作品を舞台バックに投射し生演奏と同期させるというライブを世界各地で展開してきた。なお、ほとんどの作品は映像作家の辻川幸一郎が手掛けている。

### 国内・海外ツアー
- THE FIRST QUESTION AWARD Tour（1994年）
- BRING UP BABY Tour（1994年）
- Welcome To The Jungle Tour'95（1995年）
- FANTASMATIC WORLD TOUR（1997年-1998年）
- from Nakameguro to Everywhere tour（2002-2004年）
- SENSUOUS SYNCHRONIZED SHOW（2006-2008年）※THE CORNELIUS GROUP
- CORNELIUS PERFORMS FANTASMA（2016年）
- Mellow Waves Tour（2017-2018年）
- Cornelius Performs Point（2019年）
- 夢中夢 Tour（2023年）
- Dream in Dream World Tour (2024年）
- Dream After Dream Tour 2025（2025年）

※THE CORNELIUS GROUP（ツアーでのバンド形式の名義）：
小山田圭吾 (Vo&G)、堀江博久 (Key&G)、清水ひろたか (B)、あらきゆうこ (Dr)
2016年以降はBass&Synthesizerに大野由美子（Buffalo Daughter）を迎えている。
また『FANTASMA』の海外盤リリース以降、多数の国内・海外のロック・フェスティバルに出演している。

### 国内・海外フェス
- グラストンベリー・フェスティバル（1999年、2002年）
- コーチェラ・フェスティバル（1999年、2007年）
- レディング・フェスティバル（1999年）
- ロスキルド・フェスティバル（1999年）
- Bowlie Weekender Festival（1999年）
- モントルー・ジャズ・フェスティバル（2002年）
- T in the Park（2002年）
- フジロック・フェスティバル（2002年、2017年、2022年）
- RES Festival（2003年）
- All Tomorrow's Parties（2007年）
- Sónar Music Festival（2007年、2018年）
- Moers Festival（2007年）
- ROCK IN JAPAN FESTIVAL（2007年）
- ライジング・サン・ロックフェスティバル（2007年、2017年）
- サマーソニック（2007年、2023年）
- 朝霧JAM（2007年、2019年、2024年）
- Eaux Claires（2016年）
- NRMAL Festival（2018年）
- Field Day（2018年）
- Clockenflap（2018年）
- SONIC MANIA（2018年、2022年）
- CIRCLE（2018年、2023年）
- 東京JAZZ（2018年）
- Joyland Festival Jakarta（2022年）
- Maho Rasop Festival（2022年）
- OTODAMA 音泉魂（2024年）
- End of the Road Festival（2024年）
- Strawberry Music Festival（2025年） など

### その他ライブイベントなど
- J-WAVE & Roppongi Hills present TOKYO M.A.P.S CHRIS PEPPLER EDITION』（2023年）
- Mirai Moriyama＆Hitoshi One presents『PARCO文化祭』（2024年）
- 『BENTEN 2024』「DOMMUNE RADIOPEDIA」Chapter1（2024年）
- 『Welcome to Pen 2025 CREATORS FES.』「蓮沼執太＆コーネリアス Pen×Haruomi Hosono Revisited Special Live ＆ Talk」（2025年）
- ""DELAY2025""（2025年）

## ディスコグラフィー

### シングルCD
国内リリース
- THE SUN IS MY ENEMY 太陽は僕の敵（1993年9月1日）
- HOLIDAYS IN THE SUN E.P.（ミニアルバム・1993年9月10日）
- PERFECT RAINBOW（1993年11月10日）
- (YOU CAN'T ALWAYS GET) WHAT YOU WANT（1994年1月26日）
- MOON LIGHT STORY（1994年6月25日）
- STAR FRUITS SURF RIDER（1997年7月2日）- オリコンではアルバム扱い
- POINT OF VIEW POINT（2001年9月5日）
- DROP（2001年10月3日）
- MUSIC（2006年8月23日）- 収録曲「Gum」はボーダフォン 日本法人（現ソフトバンクモバイル）CMソング
- BREEZIN'（2006年9月27日）

海外リリース
- FREE FALL（1998年2月23日）
- CHAPTER 8 〜Seashore And Horizon〜（1998年5月25日）
- STAR FRUITS SURF RIDER (single version)（1998年9月14日）
- STAR FRUITS SURF RIDER (radio edit)（1998年9月14日）
- DROP（2002年4月23日）
- POINT OF VIEW POINT（2003年12月30日）

### レコード・カセット
国内リリース
- RAISE YOUR HAND TOGETHER（1993年12月22日・12インチレコード）
- MOON WALK (RADIO EDIT)（1995年10月16日・カセットテープ）
- VOLUNTEERED APEMAN（1996年6月21日・猿型変形レコード）
- THEME FROM THE FIRST QUESTION AWARD（1997年4月25日・ハート型変形レコード）
- STAR FRUITS（1997年6月11日・12インチレコード）
- SURF RIDER（1997年6月11日・12インチレコード）
- CMF（1999年1月27日・3枚組LP）
- I LOVE LOVE（2002年7月15日・5インチレコード）
- Beep It（2006年11月13日・12インチレコード）
- あなたがいるなら (If You're Here)（2017年4月26日・7インチレコード）
- いつか/どこか (Sometime/Someplace)（2017年5月24日・7インチレコード）
- 夢の中で (In a Dream)（2017年9月27日・7インチレコード）
- Audio Architecture（2018年6月29日・7インチレコード）
- MUSIC FOR PARCO - 渋谷PARCOのために書き下ろしたオリジナルBGMを収録したヴァイナル（2020年12月2日・12インチレコード）
- 変わる消える (CHANGE AND VANISH) - 2曲目の「続きを」と共にセルフカバー。180グラム重量盤仕様（2023年2月22日・12インチレコード）
- 火花 (SPARKS)（2023年5月17日・７インチレコード）
- 霧中夢 (DREAM IN THE MIST 46MIN.) - ライブ会場限定配布（2023年9月30日・カセットテープ）
- SELECTED AMBIENT WORKS 00-23 - 全10曲入りアルバム。AMBIENT KYOTO 2023での限定販売 (後にオンラインショップでも販売開始)（2023年10月6日・カセットテープ）
- LIVE AT ICC KYOTO 2023 - ライブ会場限定配布（2024年7月7日・カセットテープ）
- BAD ADVICE / MIND TRAIN（2024年8月21日・12インチレコード）

海外リリース
- FREE FALL（1998年2月23日・7インチレコード）
- CHAPTER 8 〜Seashore And Horizon〜（1998年5月25日・7インチレコード）
- STAR FRUITS SURF RIDER (single version)（1998年9月14日・12インチレコード）
- STAR FRUITS SURF RIDER (radio edit)（1998年9月14日・12インチレコード）
- DROP（2002年4月23日・12インチレコード）
- POINT OF VIEW POINT（2003年12月30日・12インチレコード）
- GUM（2007年5月21日・7インチレコード）
- GUM（2008年1月15日・12インチレコード）

### スタジオ・アルバム
国内リリース
- THE FIRST QUESTION AWARD（1994年2月25日）
- 69/96（1995年11月1日）
- FANTASMA（1997年9月10日）
- POINT（2001年10月24日）
- SENSUOUS（2006年10月25日）
- Mellow Waves（2017年6月28日）
- 夢中夢 -Dream In Dream-（2023年6月28日）

海外リリース
- FANTASMA（1998年3月24日）
- POINT（2002年1月22日）
- SENSUOUS（2007年4月24日）
- Mellow Waves（2017年7月22日）
- 夢中夢 -Dream In Dream-（2023年9月27日）

### その他のアルバム
国内リリース
- 96/69 (地球あやうし！)（1996年6月9日）
- FM（1998年11月26日）
- CM（1998年11月26日）
- CM2（2003年6月25日）
- PM（2003年7月23日）
- CM3（2009年5月13日）
- CM4（2012年9月5日）
- Constellations Of Music（2015年8月19日）
- Ripple Waves（2018年9月19日）
- Ethereal Essence（2024年6月26日）

海外リリース
- FM（1999年3月9日）
- CM（1999年3月9日）
- PM（2004年1月20日）
- B-Sides（2008年9月9日）
- Ripple Waves（2018年11月23日）

### デジタル配信
シングル・EP
- Spotify Singles - 1.If You're Here(Recorded at Spotify Studios NYC) 2.Passionfruit(Recorded at Spotify Studios NYC)（2018年5月16日）
- Forbidden Apple（2021年4月16日）
- 火花(Joseph Shabason Remix)（2024年7月26日）

アルバム
- FANTASMA Bonus Tracks（2025年7月10日）

### 映像作品
国内リリース
- Promotions!（1994年3月25日・VHS）- MV集
- LOVE HEAVY METAL STYLE MUSIC VISION（1994年9月1日・VHS・LD）
- EUS（2000年5月24日・VHS）
- FIVE POINT ONE（2003年7月23日・DVD）- MV集
- from Nakameguro to Everywhere tour '02-'04（2008年3月19日・DVD）
- SENSURROUND（2008年3月19日・DVD）- MV集
- SENSUOUS SYNCHRONIZED SHOW（2009年5月13日・DVD）
- 攻殻機動隊ARISE ALTERNATIVE ARCHITECTURE Music Clips（2015年6月24日・Blu-ray Disc）- 主題歌のMV、主題歌参加アーティストのライブ演奏集
- Mellow Waves Visuals（2019年7月31日・Blu-ray Disc）

海外リリース
- FIVE POINT ONE＋PM（2004年1月20日・DVD＋CD）
- SENSURROUND＋B-Sides（2008年9月9日・DVD＋CD）
- SENSUOUS＋SENSURROUND（2008年10月21日・CD＋DVD）

## 参加作品
| リリース日     | 曲名                                                                                          | アーティスト                                                 | 収録された作品                                                  | 参加内容                                                                        |
| -------------- | --------------------------------------------------------------------------------------------- | ------------------------------------------------------------ | --------------------------------------------------------------- | ------------------------------------------------------------------------------- |
| 1991年10月27日 | Bonjour Line,Cruel Records Strikes Back                                                       | カヒミ・カリィ                                               | Blow Up                                                         | プロデュース                                                                    |
| 1992年         |                                                                                               | Favourite Marine                                             | Flowers Bloom                                                   | ギター                                                                          |
| 1992年11月26日 |                                                                                               | bridge                                                       | Windy Afternoon                                                 | プロデュース                                                                    |
| 1992年12月6日  | 華麗なる休日                                                                                  | 小泉今日子                                                   | Banbinater                                                      | プロデュース                                                                    |
| 1992年12月21日 |                                                                                               | カヒミ・カリィ                                               | Mike Alway's Diary                                              | プロデュース                                                                    |
| 1993年3月1日   |                                                                                               | bridge / Would-be-goods                                      | A Meeting on the Disk                                           | プロデュース                                                                    |
| 1993年3月25日  |                                                                                               | bridge                                                       | Spring Hill Fair                                                | プロデュース                                                                    |
| 1993年6月1日   |                                                                                               | ピチカート・ファイヴ                                         | Bossa Nova 2001                                                 | プロデュース                                                                    |
| 1993年9月25日  | Take It Easy My Brother Charlie                                                               | カヒミ・カリィ                                               | Hello Young Lovers                                              | ギター、アレンジ                                                                |
| 1994年6月25日  | Candyman                                                                                      | カヒミ・カリィ                                               | Girly                                                           | プロデュース                                                                    |
| 1994年11月2日  |                                                                                               | EL-MALO                                                      | Blind                                                           | プロデュース                                                                    |
| 1994年11月20日 |                                                                                               | EL-MALO                                                      | The Worst Universal Jet Set                                     | プロデュース                                                                    |
| 1995年1月25日  |                                                                                               | カヒミ・カリィ                                               | My First Karie                                                  | プロデュース                                                                    |
| 1995年3月1日   | ハッピー・サッド                                                                              | ピチカート・ファイヴ                                         | PIZZICATO FIVE TYO                                              | ギター                                                                          |
| 1995年3月29日  |                                                                                               | 高野寛                                                       | Sorrow and Smile                                                | ギター                                                                          |
| 1995年4月1日   | メロディーについて                                                                            | カヒミ・カリィ                                               | ゲンスブール・トリビュート'95                                   | プロデュース                                                                    |
| 1995年4月5日   |                                                                                               | 暴力温泉芸者                                                 | QUE SERA SERA                                                   | ギター                                                                          |
| 1995年7月26日  |                                                                                               | カヒミ・カリィ                                               | Leur L'existence「彼ら」の存在                                  | プロデュース                                                                    |
| 1995年9月30日  | めざめ                                                                                        | ピチカート・ファイヴ                                         | ROMANTIQUE'96                                                   | ギター                                                                          |
| 1995年12月1日  | 今夜はブギー・バック (smooth rap)                                                             | スチャダラパー                                               | Cycle Hits 〜remix Best Collection〜                            | リミックス                                                                      |
| 1996年5月9日   | appetite                                                                                      | coba                                                         | techno cabaret remix                                            | リミックス                                                                      |
| 1996年6月26日  |                                                                                               | カヒミ・カリィ                                               | LE ROI SOLEIL                                                   | プロデュース                                                                    |
| 1996年9月12日  | Cycling Round                                                                                 | FLARE                                                        | Re-grip                                                         | リミックス                                                                      |
| 1997年         | Nine Birds                                                                                    | 石野卓球&小山田圭吾                                          | 九官鳥&ヒズフレンズ                                             | テレビブロス10周年企画。非売品。                                                |
| 1997年1月22日  | 少年ナイフ                                                                                    | 少年ナイフ                                                   | Super Mix                                                       | リミックス                                                                      |
| 1997年1月25日  | ジュンスイムクノテクニシャン                                                                  | ハイポジ                                                     | ジュンスイムクノテクニシャン                                    | プロデュース                                                                    |
| 1998年2月21日  | Ape Shall Never Kill Ape                                                                      | U.N.K.L.E.                                                   | Ape Shall Never Kill Ape                                        | リミックス（CMに収録）                                                          |
| 1998年4月1日   | Galaxie Express 69 Mix                                                                        | SALON MUSIC                                                  | Girls Our Tratt's Best!                                         | リミックス                                                                      |
| 1998年4月22日  | Maybe I'm Dead                                                                                | Money Mark                                                   | Push The Button                                                 | リミックス（CMに収録）                                                          |
| 1998年7月1日   | じゃがバタコーンさん                                                                          | ManaKana                                                     | じゃがバタコーンさん                                            | 補作曲、編曲                                                                    |
| 1998年9月9日   | Homespin Rerrun                                                                               | The High Llamas                                              | Lollo Rosso                                                     | リミックス（CMに収録）                                                          |
| 1998年9月23日  | MILK ROCK                                                                                     | 嶺川貴子                                                     | XIMER ...c.c.c.remix                                            | リミックス                                                                      |
| 1998年11月21日 | Windy Hill                                                                                    | The Pastels                                                  | Illuminati                                                      | リミックス（CMに収録）                                                          |
| 1999年1月26日  | Atomic Moog 2000                                                                              | Coldcut                                                      | Let Us Replay                                                   | リミックス（CMに収録）                                                          |
| 1999年4月9日   | Great Five Lakes                                                                              | Buffalo Daughter                                             | WXBD                                                            | リミックス（CMに収録）                                                          |
| 1999年5月11日  | ピンク スパイダー                                                                             | hide                                                         | hide TRIBUTE SPIRITS                                            | リミックス                                                                      |
| 1999年7月5日   | Tsunami                                                                                       | Manic Street Preachers                                       | Tsunami                                                         | リミックス（CM2に収録）                                                         |
| 1999年7月7日   | Tender                                                                                        | Blur                                                         | Coffee+TV                                                       | リミックス（CM2に収録）                                                         |
| 1999年7月7日   | Plash,Spin Spider Spin,Flash                                                                  | 嶺川貴子                                                     | Fun 9                                                           | プロデュース                                                                    |
| 1999年8月10日  | We Love To Rock                                                                               | Arling & Cameron                                             | We Love To Rock                                                 | リミックス                                                                      |
| 1999年11月21日 | Monster                                                                                       | NIGO                                                         | Ape Sounds                                                      | プロデュース                                                                    |
| 1999年11月25日 | Butterfly                                                                                     | TOWA TEI                                                     | Lost Control Mix                                                | リミックス（CM2に収録）                                                         |
| 2000年5月16日  | Mixed Bizness                                                                                 | Beck                                                         | Mixed Bizness                                                   | リミックス（CM2に収録）                                                         |
| 2000年6月21日  | Curiosity                                                                                     | k.d.lang                                                     | Invincible Summer                                               | リミックス（CM2に収録）                                                         |
| 2000年7月26日  | Hertbeat                                                                                      | Tahiti 80                                                    | Hertbeat Remixes                                                | リミックス（CM2に収録）                                                         |
| 2000年9月13日  | Brand New Day                                                                                 | Sting                                                        | Brand New Day:The Remixes                                       | リミックス（CM2に収録）                                                         |
| 2001年5月16日  | Family                                                                                        | Crue-L Grand Orchestra Feat. Ellie                           | CRUE-L Classic Remixes VOL.1                                    | リミックス（CM2に収録）                                                         |
| 2001年7月25日  | ガリガリ君                                                                                    | 電気グルーヴ                                                 | The Last Supper                                                 | リミックス（CM2に収録）                                                         |
| 2001年12月12日 | Since I Left You                                                                              | The Avalanches                                               | At Last Alone                                                   | リミックス（CM2に収録）                                                         |
| 2002年2月27日  | Fish                                                                                          | BONNIE PINK                                                  | re*PINK BONNIE PINK REMIXES                                     | リミックス（CM2に収録）                                                         |
| 2002年4月10日  | Hot Computer                                                                                  | Gerling                                                      | headzcleaner                                                    | リミックス（CM2に収録）                                                         |
| 2002年5月2日   | We Are All Made Of Stars                                                                      | Moby                                                         | 18                                                              | リミックス（CM2に収録）                                                         |
| 2002年11月27日 | Call Me Super Bad                                                                             | James Brown                                                  | Ultimate Remixes                                                | リミックス（CM3に収録）                                                         |
| 2003年2月26日  | Chronograph                                                                                   | SKETCH SHOW                                                  | tronika                                                         | リミックス（CM3に収録）                                                         |
| 2003年2月26日  | Ekot                                                                                          | SKETCH SHOW                                                  | tronika                                                         | リミックス（CM3に収録）                                                         |
| 2003年4月16日  | Train run                                                                                     | mi-gu                                                        | migu                                                            | プロデュース                                                                    |
| 2003年5月6日   | Untitled                                                                                      | Merzbow                                                      | Ikebana                                                         | リミックス                                                                      |
| 2003年8月27日  | rama                                                                                          | 高木正勝                                                     | sail                                                            | リミックス                                                                      |
| 2003年9月10日  | Moon Over Burbon Street                                                                       | Sting                                                        | SACRED LOVE                                                     | リミックス（CM3に収録）                                                         |
| 2003年11月27日 | ekot                                                                                          | SKETCH SHOW                                                  | LOOPHOLE                                                        | リミックス（CM3に収録）                                                         |
| 2003年12月3日  | Everything Needs Love                                                                         | MONDO GROSSO                                                 | HENSHIN                                                         | リミックス（CM3に収録）                                                         |
| 2004年1月21日  | undercooled                                                                                   | 坂本龍一                                                     | undercooled                                                     | ギター                                                                          |
| 2004年2月25日  | undercooled,coro,world citizen -I won't be disappointed-/looped piano,world citizen/re-cycled | 坂本龍一                                                     | CHASM                                                           | プログラミング,ギター                                                           |
| 2004年11月2日  | I'd Rather Dance with You                                                                     | Kings of Convenience                                         | I'd Rather Dance with You                                       | リミックス（CM3に収録）                                                         |
| 2004年         | Wataridori 2                                                                                  | CORNELIUS                                                    | The WIRED CD: Rip. Sample. Mash. Share.                         | 楽曲提供                                                                        |
| 2005年2月23日  | The Rare                                                                                      | Arto Lindsay                                                 | Salt Plus Two                                                   | プロデュース（CM4に収録）                                                       |
| 2005年5月25日  | mermaid                                                                                       | 日暮愛葉                                                     | Platonic                                                        | プロデュース                                                                    |
| 2005年6月22日  | Twilight                                                                                      | 電気グルーヴ×スチャダラパー                                  | 聖☆おじさん                                                     | リミックス（CM3に収録）                                                         |
| 2005年7月13日  | Banquet                                                                                       | Bloc Party                                                   | Two More Years EP+ Silent Alarm Remixed                         | リミックス（CM3に収録）                                                         |
| 2005年10月21日 | C&C                                                                                           | CICADA                                                       | Curious                                                         | ギター                                                                          |
| 2005年10月26日 | The End,Evening Star                                                                          | Plastic Sex                                                  | Here comes SEX education                                        | プロデュース（Constellations Of Musicに収録）                                   |
| 2005年11月16日 | moon the world                                                                                | TERIYAKI BOYZ                                                | BEEF or CHICKEN                                                 | プロデュース                                                                    |
| 2006年5月24日  | WAR&PEACE                                                                                     | 坂本龍一                                                     | bricolages                                                      | リミックス（CM3に収録）                                                         |
| 2006年10月25日 | I'm In The Rain                                                                               | カヒミ・カリィ                                               | NUNKI                                                           | ギター                                                                          |
| 2007年4月25日  | Turn Turn                                                                                     | コーネリアス + 坂本龍一                                      | 細野晴臣トリビュートアルバム                                    | コラボレーション                                                                |
| 2007年10月24日 | 赤とんぼ                                                                                      | 三波春夫＋コーネリアス                                       | にほんのうた 第一集                                             | コラボレーション（CM4に収録）                                                   |
| 2007年12月5日  | Universal Speech                                                                              | The Go!Team                                                  | The Wrath Of Marcie                                             | リミックス（CM3に収録）                                                         |
| 2008年6月16日  | Summer Phase                                                                                  | 柚木隆一郎                                                   | NEVAEVA                                                         | ギター                                                                          |
| 2008年7月16日  | ONE                                                                                           | Crystal Kay                                                  | ONE                                                             | リミックス（CM3に収録）                                                         |
| 2008年12月3日  | Heart Throbs And Apple Seeds                                                                  | The Bird and the Bee                                         | Ray Guns Are Not Just The Future                                | コラボレーション（Constellations Of Musicに収録）                               |
| 2009年1月21日  | You Feel Right                                                                                | IF BY YES                                                    | Chimera Music Release No.0                                      | リミックス（CM3に収録）                                                         |
| 2009年1月28日  | 5TH ELEMENT                                                                                   | TERIYAKI BOYZ                                                | SERIOUS JAPANESE                                                | プロデュース                                                                    |
| 2009年2月4日   | Mind Wall                                                                                     | TOWA TEI                                                     | BIG FUN                                                         | ギター                                                                          |
| 2009年3月4日   | disko,ice                                                                                     | 坂本龍一                                                     | out of noise                                                    | ギター                                                                          |
| 2009年3月11日  | Emerger                                                                                       | 高橋幸宏                                                     | Page By Page                                                    | ギター                                                                          |
| 2009年5月6日   | pulling from above                                                                            | mi-gu                                                        | pulling from above                                              | ギター                                                                          |
| 2009年9月16日  |                                                                                               | YOKO ONO PLASTIC ONO BAND                                    | BETWEEN MY HEAD AND THE SKY                                     | ギター,ベース,プログラミング,テノリオン,ミックス,パーカッション（M2:CM4に収録） |
| 2009年10月14日 | Won't Let Go,Soundwaves                                                                       | Newton Faulkner                                              | Rebuilt By Humans                                               | プロデュース,コラボレーション                                                   |
| 2010年7月21日  | Brian Eno                                                                                     | MGMT                                                         | Congratulations ＋5                                             | リミックス（CM4に収録）                                                         |
| 2010年8月10日  | Katayanagi Twins vs. Sex Bob                                                                  | BECK & CORNELIUS                                             | Scott Pilgrim Vs. The World                                     | コラボレーション                                                                |
| 2011年1月19日  | NIGHT PEOPLE                                                                                  | LITTLE CREATURES                                             | Re:TTLE CREATURES                                               | カバー（Constellations Of Musicに収録）                                         |
| 2011年3月2日   | You Feel Right,Still Breathing                                                                | IF BY YES                                                    | Salt on Sea Glass                                               | リミックス（CM3,CM4に収録）                                                     |
| 2011年4月13日  |                                                                                               | salyu × salyu                                                | s(o)un(d)beams                                                  | プロデュース                                                                    |
| 2011年4月27日  | QKMAC - STSR                                                                                  | 相対性理論                                                   | 正しい相対性理論                                                | リミックス（CM4に収録）                                                         |
| 2011年4月27日  | Make Some Noise                                                                               | Beastie Boys                                                 | Hot Sauce Committee Part 2                                      | リミックス（CM4に収録）                                                         |
| 2011年5月18日  | It Doesn't Stop                                                                               | Maia Hirasawa                                                | Boom!                                                           | リミックス（CM4に収録）                                                         |
| 2011年8月10日  | 話したいあなたと                                                                              | salyu × salyu                                                | 話したいあなたと                                                | プロデュース                                                                    |
| 2011年8月17日  | Battle Without Honor or Humanity                                                              | 布袋寅泰                                                     | ALL TIME SUPER GUEST                                            | リミックス（CM4に収録）                                                         |
| 2012年1月25日  | Magic Carpet Ride                                                                             | 野宮真貴                                                     | 30 〜Greatest Self Covers & More!!!〜                           | プロデュース（CM4に収録）                                                       |
| 2012年6月6日   | toaf,digo,ceof                                                                                | 宮内優里                                                     | トーンアフタートーン                                            | ギター                                                                          |
| 2012年7月11日  | A Piece Of Future 2012                                                                        | フィッシュマンズ・プラス                                     | A Piece Of Future                                               | ギター                                                                          |
| 2012年7月13日  | Hostile To Me                                                                                 | Lali Puna                                                    | Silver Light                                                    | リミックス（CM4に収録）                                                         |
| 2012年8月8日   | Drip Dry Eyes                                                                                 | O/S/T (小山田圭吾+砂原良徳+TOWA TEI) with VALERIE TREBELJAHR | RED DIAMOND〜Tribute to Yukihiro Takahashi                      | リミックス                                                                      |
| 2012年8月21日  | Eyes Wide Open                                                                                | Gotye                                                        | Eyes Wide Open EP                                               | リミックス（Constellations Of Musicに収録）                                     |
| 2012年9月29日  | ロンリープラネッツ                                                                            | やくしまるえつこ                                             | ヤミヤミ・ロンリープラネッツ                                    | ギター                                                                          |
| 2012年10月23日 | Opening from Glassworks                                                                       | Philip Glass                                                 | REWORK Philip Glass Remixed                                     | リミックス                                                                      |
| 2013年4月20日  | 幽霊の気分で (Cornelius Mix)                                                                  | 坂本慎太郎                                                   | 幽霊の気分で                                                    | リミックス（Constellations Of Musicに収録）                                     |
| 2013年6月19日  | Glass                                                                                         | 高田漣                                                       | アンサンブル                                                    | ギター                                                                          |
| 2013年7月24日  | Great Five Lakes 20th                                                                         | Buffalo Daughter                                             | ReDiscoVer. Best, Re-recordings and Remixes of Buffalo Daughter | ギター                                                                          |
| 2013年8月7日   |                                                                                               | 青葉市子と妖精たち                                           | ラヂオ                                                          | ギター                                                                          |
| 2013年9月12日  | MOONBEAMS,7TH FLOOR,SHINE SHINE                                                               | YOKO ONO PLASTIC ONO BAND                                    | TAKE ME TO THE LAND OF HELL                                     | ギター,ベース,シンセ                                                            |
| 2013年10月2日  | Try Anything Once (w / Cornelius)                                                             | Korallreven                                                  | Try Anything Once                                               | ギター,コーラス（Constellations Of Musicに収録）                                |
| 2013年11月27日 | アルセーヌルパンみたい                                                                        | 滞空時間                                                     | 来日                                                            | ギター                                                                          |
| 2013年11月27日 | じぶんがいない                                                                                | salyu × salyu                                                | 攻殻機動隊 ARISE O.S.T                                          | プロデュース                                                                    |
| 2013年11月27日 | 外は戦場だよ                                                                                  | 青葉市子 コーネリアス                                        | 攻殻機動隊 ARISE O.S.T                                          | プロデュース                                                                    |
| 2014年6月25日  | Heart Grenade                                                                                 | ショーン・レノン コーネリアス                                | Heart Grenade                                                   | プロデュース                                                                    |
| 2014年9月3日   | Split Spirit                                                                                  | 高橋幸宏 & METAFIVE                                          | Split Spirit                                                    | プロデュース                                                                    |
| 2014年10月8日  | Homesick in Calcutta                                                                          | U-zhaan                                                      | Tabla Rock Mountain                                             | プロデュース                                                                    |
| 2014年10月29日 | ミュージック                                                                                  | サカナクション                                               | さよならはエモーション/蓮の花                                   | リミックス（Constellations Of Musicに収録）                                     |
| 2015年4月29日  | solaris                                                                                       | Penguin Cafe                                                 | Penguin Cafe Umbrella EP 1                                      | リミックス（Constellations Of Musicに収録）                                     |
| 2015年6月17日  |                                                                                               | 坂本真綾 コーネリアス                                        | あなたを保つもの / まだうごく                                   | プロデュース                                                                    |
| 2016年1月13日  |                                                                                               | METAFIVE                                                     | META                                                            | 作曲、プロデュース (M1, M10)、ギター、コーラス                                  |
| 2016年3月2日   | 告白 (Cornelius ver.)                                                                         | ASA-CHANG&巡礼                                               | まほう                                                          | リミックス                                                                      |
| 2016年5月5日   | だいだい大好き だきしめたい                                                                   | KIDS DAY BAND                                                | だいだい大好き だきしめたい                                     | ギター                                                                          |
| 2016年6月15日  | この夜にさよなら / Kono Yoru Ni Sayonara                                                      | 沖野俊太郎                                                   | Too Far [F-A-R Remixes]                                         | リミックス                                                                      |
| 2016年11月9日  |                                                                                               | METAFIVE                                                     | METAHALF                                                        | プロデュース、作曲（M2）、ギター                                                |
| 2017年3月22日  | Brand Nu Emo                                                                                  | TOWA TEI                                                     | EMO                                                             | ギター                                                                          |
| 2017年5月24日  |                                                                                               | TOWA TEI                                                     | Brand Nu Emo/Brocante                                           | ギター                                                                          |
| 2017年11月10日 | Way To Go                                                                                     | Empire Of The Sun                                            | On Our Way Home EP                                              | リミックス                                                                      |
| 2017年12月13日 | ZURE                                                                                          | 坂本龍一                                                     | ASYNC - REMODELS                                                | リミックス                                                                      |
| 2018年5月9日   |                                                                                               | THE BEATNIKS                                                 | EXITENTIALIST A XIE XIE                                         | ギター                                                                          |
| 2018年9月17日  | My World ft. Cornelius                                                                        | Benny Sings                                                  | City Melody                                                     | ヴォーカル、キーボード、プログラミング                                          |
| 2018年10月3日  | Gauloise (Live Version)                                                                       | ムッシュかまやつ                                             | ゴロワーズ(+1)                                                  | ギター                                                                          |
| 2019年5月29日  | Clone (feat. Cornelius)                                                                       | 布袋寅泰                                                     | GUITARHYTHM VI                                                  | プロデュース                                                                    |
| 2019年6月5日   | そばかすミルク                                                                                | カジヒデキ                                                   | GOTH ROMANCE                                                    | ギター                                                                          |
| 2019年8月28日  | Polly Jean                                                                                    | キャロル&チューズデイ (Vo. Nai Br.XX&Celeina Ann)            | Polly Jean                                                      | 作曲、編曲、プロデュース                                                        |
| 2020年1月8日   | Flow                                                                                          | 木村拓哉                                                     | Go with the Flow                                                | 作曲、編曲、プロデュース                                                        |
| 2020年4月1日   | 成功と挫折                                                                                    | 岡村靖幸                                                     | 操                                                              | ギター                                                                          |
| 2020年7月24日  | 環境と心理 / Environmental                                                                    | METAFIVE                                                     | 環境と心理                                                      | ヴォーカル、ギター、作詞、作曲、プロデュース                                    |
| 2020年10月14日 | 二人の果て                                                                                    | 原田知世                                                     | 恋愛小説3～You & Me                                             | ヴォーカル                                                                      |
| 2020年12月11日 | Music Is the Light (featuring Cornelius and Kelly Moran)                                      | The Avalanches                                               | We Will Always Love You                                         | 作曲、ギター                                                                    |
| 2021年5月7日   | Kola - Cornelius Remix                                                                        | GoGo Penguin                                                 | GGP / RMX                                                       | リミックス                                                                      |
| 2022年8月10日  | No Moon - Cornelius Remix                                                                     | D.A.N.                                                       | No Moon - Cornelius Remix                                       | リミックス                                                                      |
| 2022年9月14日  | 環境と心理、See You Again                                                                     | METAFIVE                                                     | METAATEM                                                        | ヴォーカル、ギター、作詞、作曲、プロデュース                                    |
| 2022年10月28日 | Beauty 2022                                                                                   | 立花ハジメ                                                   | Beauty 2022                                                     | アレンジ、ギター                                                                |
| 2022年11月30日 | THATNESS AND THERENESS - CORNELIUS REMODEL                                                    | 坂本龍一                                                     | A Tribute To Ryuichi Sakamoto - To The Moon And Back            | ヴォーカル、リミックス                                                          |
| 2023年3月7日   | Que Sera, Sera                                                                                | VARIOUS ARTISTS                                              | WE LOVE Hair Stylistics!                                        | 楽曲提供                                                                        |
| 2023年3月24日  | Selves [feat. Cornelius]                                                                      | 蓮沼執太                                                     | Selves [feat. Cornelius]                                        | ギター                                                                          |
| 2023年9月6日   | Your Of Jamaica (remix by Cornelius)                                                          | でぶコーネリアスEX                                           | Your Of Jamaica                                                 | リミックス                                                                      |
| 2023年9月6日   | フレンドリー (Cornelius Remix)                                                                | サカナクション                                               | 懐かしい月は新しい月 Vol. 2 〜Rearrange & Remix works〜         | リミックス                                                                      |
| 2023年12月1日  | Pele de Leopardo (Cornelius Remix)                                                            | Thiago Nassif                                                | Pele de Leopardo                                                | リミックス                                                                      |
| 2024年7月10日  | 薔薇と野獣                                                                                    | 細野晴臣                                                     | HOSONO HOUSE COVERS                                             | ヴォーカル、リミックス                                                          |
| 2024年9月25日  | STIFF LIPS                                                                                    | 鮎川誠                                                       | STIFF LIPS                                                      | リミックス                                                                      |
| 2024年11月6日  |                                                                                               | VELLUDO                                                      | Between The Lines                                               | ギター、プロデュース                                                            |
| 2024年11月20日 | Kingdom (Cornelius Remix)                                                                     | Clothing                                                     | Kingdom (Cornelius Remix)                                       | リミックス                                                                      |
| 2024年12月25日 | MA TICARICA (2025 Remix)                                                                      | 立花ハジメ                                                   | MA TICARICA (2025 Remix)                                        | リミックス                                                                      |
| 2025年4月2日   | 相席屋に行きたい(Cornelius Remix)                                                             | トリプルファイヤー                                           | 相席屋に行きたい(Cornelius Remix)                               | リミックス                                                                      |
| 2025年5月23日  | Do Things My Own Way (Cornelius Remix)                                                        | Sparks                                                       | MAD!                                                            | リミックス                                                                      |
| 2025年7月7日   | 指切り (Cornelius Remix)                                                                      | 大滝詠一                                                     | Eiichi Ohtaki’s NIAGARA 50th Odyssey Remix EP                   | リミックス                                                                      |
| 2025年7月23日  | You & I                                                                                       | Cornelius × U-zhaan                                          | Tabla Dhi, Tabla Dha                                            | 作曲、プロデュース                                                              |
| 2025年7月23日  | Glow Within                                                                                   | Cornelius,HERALBONY                                          | Glow Within                                                     | 作曲、プロデュース                                                              |

## その他参加作品
- 日本テレビ『噂の探偵QAZ』音楽制作（1996年）
- フジテレビ『ちびまる子ちゃん』オープニングテーマ（1996年）
- 日本テレビ『NNNきょうの出来事』音楽制作（2003年）
- 日立製作所企業CM音楽制作（2003年）
- 積水化学企業CM音楽制作（2003年）
- 資生堂『マジョリカマジョルカ』CM音楽制作（2003年）
- スペースシャワーTV『ドーデカス』効果音制作（2004年）
- 任天堂GBAソフト『COLORIS』音楽制作（2006年）
- 角川モバイル・NTTドコモ・角川ザテレビジョン携帯電話専用ドラマ『きまぐれロボット』音楽制作（2007年）
- 映画『EX MACHINA -エクスマキナ-』サウンドトラック（「HARUOMI HOSONO＋CORNELIUS」名義で参加）
- 日産自動車『日産moco』CM音楽制作（2008年）
- ユニクロウェブサイト『UNIQLO TRY』『UNIQLO MARCH』の音楽制作（2008年）
- ユニクロ『UNIQLO COLLECTION 2009』CM音楽制作（2009年）
- パナソニック『NIGHT COLORシリーズ』音楽制作（2009年）
- オリンパス『PEN Lite E-PL1』CM音楽制作（2010年）
- ユニクロ『UNIQLO POLONOW』CM音楽制作（2010年）
- 無印良品『MUJI Motion』CM音楽制作（2010年）
- Google Chrome Music Mixer（2010年）
- パナソニック『DIGA』CM音楽制作（2011年）
- NHK教育テレビ『デザインあ』音楽制作（2011年）
- iida『INFOBAR A01』CM音楽制作（2011年）
- 映画『100万回生きたねこ』映画音楽制作（2012年）
- NHK教育テレビ『デザインあ』サウンドトラック制作（2013年）
- iida『INFOBAR A02』サウンドデザイン CM音楽制作（2013年）
- JRAGIテレビ「THE LEGEND」CM音楽制作（2013年）
- HONDAiPhone App 『Road Movies』楽曲制作（2013年）
- 『まるちゃんの静岡音頭』アレンジ担当（2013年）
- 『攻殻機動隊 ARISE』映画音楽（2013年）
- YANMAR WEB音楽制作（2013年）
- 東京ミッドタウン ガレリアBGM制作（2013年）
- CHANEL CHANEL CM & WEB音楽（2014年）
- ISSEY MIYAKE WEB & 店頭の音楽制作（2014年）
- 東京ミッドタウン ガレリア Autumn2014 BGM制作（2014年）
- 『攻殻機動隊』 新劇場版 映画音楽制作（2015年）
- 絵本動画『こども大国ニッポンのつくりかた』音楽製作（2015年）
- TAKAO599MUSEUM「599GUIDE」音楽制作（2015年）
- CeBIT音楽制作（2017年）
- NHK教育テレビジョン『JAPANGLE』音楽制作（2017年）
- 谷川俊太郎展 音楽製作（2018年）
- 『音のアーキテクチャ展』音楽制作（2018年）
- 『デザインあ展』音楽ディレクター（2018年、2019年）
- 『Touch that Sound!』展 音楽制作（2019年）
- 『グラスロフト』展 音楽制作（2019年）
- フジテレビ『キャロル&チューズデイ』音楽制作（2019年）
- 渋谷PARCO BGM制作（2019年）
- シグマ「SIGMA fp」スペシャル・コンセプト・ムービー音楽制作（2019年）[79]
- NAKED CLUE株式会社ブランドムービー音楽制作（2022年、2024年）[80][81]
- ケンゾー (KENZO) 2024年春夏コレクションBGM制作（2023年）[82]
- PARCOアートイベント『PARCO ART & CULTURE DAYS』告知ムービー音楽制作（2023年）[83]
- ケンゾー (KENZO) 2024年秋冬コレクションBGM制作（2024年）[84]
- シグマブランドムービー音楽制作（2024年）[85]
- 『THE AMBIENT MACHINE - Cornelius edition』サウンド制作（2024年）

## 出演

### テレビ番組
- 細野晴臣イエローマジックショー2（2019年1月1日、NHK BS4K／1月2日、NHK BSプレミアム）[86]
- 細野晴臣イエローマジックショー3（2020年1月1日、NHK BSプレミアム／1月2日、NHK BS4K）
- CORNELIUS 30th Anniversary Special（2024年10月26日、BSフジ／11月20日、フジテレビ）[87]
- Cornelius / くるり ～ あらきゆうこ生誕50年ライブ ～（2024年12月7日、衛星劇場）[88]

### ラジオ
- LOVE OVERTIME（FM802、1995年 - 1996年）
- 小山田圭吾の中目黒ラジオ（NHK-FM、2003年 - 2010、2012年）
- 小山田圭吾の新町ラジオ（NHK-FM、2013年）
- FLAG RADIO（α-STATION、2018年4月4日 - 、2018年は偶数月、2019-2020年は奇数月の毎週水曜日21:00 ‐ 22:00、2024年4月からは偶数月の毎週火曜日21:00 ‐ 22:00）
- J-WAVE SPECIAL CORNELIUS DREAM IN DREAM（J-WAVE、2023年7月17日）[89]
- THE MUSIC OF NOTE『Cornelius 夢中夢ラジオ』（FM COCOLO、2023年11月限定）[90]
- AMBIENT FOCUS（イギリスBBC Radio、2023年12月9日、2024年6月29日）[91][92]
- TOKYO M.A.A.D SPIN（J-WAVE、2024年4月20日 - 毎月第3土曜日27:00-27:20）
- Cornelius Ethereal Essence（FM COCOLO、2024年6月29日）[93]

### CM
- 資生堂UNO（1992年）
- P'PARCO（1995年）
- 森永チョコレート 小枝（1996年）
- アステル中国（1996年）
- Premiun YEBISU エビス〈ザ・ホップ〉（2007年）- ヤン富田と共演
- UNIQLO（2012年）

## 東京オリンピック・パラリンピック開会式音楽スタッフ就任に端を発する過去の雑誌インタビュー記事騒動

### 過去のインタビュー記事を発端とした辞任騒動の経緯
2021年、小山田は、同年開催の東京オリンピック・パラリンピックに、開会式と閉会式で使用される音楽の作曲担当者として関与することとなり、開会式9日前の7月14日、五輪組織委員会より、「式典コンセプト」とともに、小山田らの名前が発表される（他のメンバーは、徳澤青弦、原摩利彦、景井雅之）。
しかし、翌7月15日に各メディアで報じられると、その直後から、小山田が過去のインタビューで語った、青少年期のいじめのエピソードが問題視されるようになる。
ここで問題とされた、小山田の過去のインタビューは、以下の2本の雑誌記事になったものである。
『ROCKIN'ON JAPAN』1994年1月号内の「2万字インタビュー」（インタビュアー：山崎洋一郎編集長）
同誌（以下、ROJ誌）では、「排泄物を食べさせた」と語ったとされるインタビュー記事が掲載された。この記事で小山田本人は、「けっこう今考えるとほんとすっごいヒドイことしてたわ。この場を借りてお詫びします（笑）」と語ったとされている。
『Quick Japan』第3号（1995年8月1日発行）内の「いじめ紀行」（インタビュアー：村上清）
同誌（以下、QJ誌）では、小学校時代から中学時代にかけて障害者生徒を含む複数人の同級生に対して「段ボール箱や跳び箱などに閉じ込める」「マットレスでぐるぐる巻きにする」「（プロレス技の）バックドロップをかける」などのいじめに関与、及び目撃したと語ったとされている。また「ダウン症の人ってみんな同じ顔じゃないですか？」「『あれ？さっきの人通ったっけ？』なんて言ってさ（笑）」といった内容を語ったとされている。この記事は当初はいじめの加害者・傍観者の小山田と、被害者である同級生に対談してもらうという企画として過去に『ROCKIN'ON JAPAN』においていじめ発言を行っていた小山田が題材となったが、母親からは対談を拒否された。もうひとりの被害者については電話で母親から「対談はお断りする」と回答されている。その後に小山田本人の「そこまでして記事が形にならないのは……」との発言もあり、対談から小山田のインタビュー記事という形に変更された。
15日、毎日新聞が、大手メディアで真っ先にこの問題を取り上げ、19時59分に第一報をオンライン配信、小山田への批判は拡大した。これらの批判を受け小山田は7月16日にTwitterでコメントを発表。「私の発言や行為によって傷付けてしまったクラスメイトやその親御さんには心から申し訳なく、 本来は楽しい思い出を作るはずである小学校生活において、良い友人にならず、それどころか傷付ける立場に なってしまったことに、深い後悔と責任を感じております」と謝罪し、同時にインタビュー記事の内容について、「発売前の原稿確認ができなかったこともあり、事実と異なる内容も多く記載されておりますが、学生当時、私の発言や行為によってクラスメイトを傷付けたことは間違いなく、その自覚もあったため、自己責任であると感じ、誤った内容や誇張への指摘をせず、当時はそのまま静観するという判断に至っておりました」と説明した。
翌7月17日に組織委員会はこの謝罪を受け入れ「現在は高い倫理観を持っている」とし続投させると表明した。
しかし知的障害者の家族で作る全国手をつなぐ育成会連合会や日本ダウン症協会などから、小山田が行ったとされるいじめ行為や、著名になってからいじめを面白おかしく公表したことに対する露悪性、明らかに障害者を差別的に揶揄している点などについて相次いで非難声明が発表されるなど、批判の声は収まらなかった。7月19日の昼の時点では組織委員会は前述の「高い倫理観」を理由に続投を強調していたものの、加藤勝信官房長官は同日の定例会見において、連合会などから抗議の声明が出ていることについて「政府として心のバリアフリーの精神を伝えていく姿勢に変わりはない」とした上で「主催者である組織委員会において、適切に対応いただきたい。またそうした対応を取ることが必要だと考えている」と述べた。
結局、小山田本人が辞任を申し出る形で、7月19日の夜に降板が決定。開会式で流れる音楽の内、小山田が制作した楽曲は他の曲に差し替えられた。これと前後して、小山田が担当していた『デザインあ』と『JAPANGLE』（ともにEテレ）は7月20日以降放送を一時中止。テレビ東京もドラマ『サ道 2021』の主題歌を差し替えると発表するなど、小山田の芸能活動が一時休止に追い込まれた。
また、7月18日から19日にかけ、インタビュー記事を掲載した『ROCKIN'ON JAPAN』と『Quick Japan』の出版元はそれぞれ公式サイト上で「差別を助長する」「倫理観に欠ける行為」であったとして社長や編集長名義で謝罪した。翌20日には、別の雑誌である『GiGS』の出版元も、1996年2月号のインタビューでのギターに関する話題の中の、入院先の病室でギターを弾いたエピソードについて、夜中に末期癌患者のうめき声が聞こえてくるといった「倫理観に欠ける表現」を掲載した、として公式サイトで謝罪した。
9月17日、小山田本人による謝罪と経緯説明がCorneliusのHP、および本人のInstagramに掲載され、この中で、報道されたいじめの事実関係についての説明が行われた。説明の中で小山田は「その生徒（知的障がいを持つ小学校時代の同級生のひとり）に対し、『障がいをあることを理由に陰惨な暴力行為を長年に渡って続けた』ということになっていますが、そのような事実はありません」といじめ内容の一部を否定する一方で、「今にして思えば、小学生時代に自分たちが行ってしまった、ダンボール箱の中で黒板消しの粉をかけるなどの行為は、 日常の遊びという範疇を超えて、いじめ加害になっていたと認識しています」とも語っている。また「その彼とは中学ではほとんど接点がなく」「自分にとっては友人の一人でした」と述べている。また「10歳前後」に行った事柄が「いじめ加害になっていた」とする一方、「それ以降の話は、目撃談と言うこともあり、それもまた他人事のように捉え、傍観者という自分の立場を含め冗談交じりに語ってしまった」と当時を後悔している。またROJ誌のインタビューにおける「排泄物を食べさせた」のくだりについては、「クラスメイトの一人がふざけて道端の犬の糞を食べられると言い出し、拾って口に入れてすぐに吐き出したという出来事があり、彼本人も含めてその場にいた皆で笑っていたという話が事実です」と説明した。
2022年5月25日、小山田圭吾が自身のツイッターと公式サイト上で、「過去の自分の未熟さを猛省する」とする反省の言葉とともに、Corneliusの活動の再開を発表した。

### インタビュー記事に対する検証
小山田が炎上するきっかけになった、上記の2点のインタビュー記事で小山田が語ったいじめエピソードに対して、様々な検証が行われている。以下、それらを時系列で記す。
まず、小山田本人は、ROJ誌の記載内容について、その発表直後から（ROJ誌は、アーティスト側に原稿を事前に見せない方針であったため、小山田が記事の完成版を見たのは、発売された後であった）、否定的なコメントを複数回にわたって発していた。同号の発売にあわせて行われた山崎インタビュアーとのトークイベントで、「あの日の僕は、どうかしてたんです」「これ（記事の内容）、読んでもいいけど、あんまり信じないように（笑）」と述べた。また、翌2月号に掲載された続編インタビューでも、インタビューの「いじめ発言」を気にかけていた。
2011年、NHK Eテレで小山田が制作に関わった教育番組『デザインあ』が放送開始された時、インタビュー記事での発言を問題視する視聴者からの問い合わせがあったが、「（本人は）反省している」と伝えられたため、NHKは放送を継続していた。
2021年7月18日付の週刊文春の記事内で、小山田の同級生に行った取材では「小山田君たちがイジメをしていたのは有名な話です。掃除用具を入れるロッカーに閉じ込め、出口が下になるように倒して出られないようにしたり、真冬なのに無理やり教室からベランダに出させて鍵を閉めてしまう」との証言が得られている。
2021年7月23日、北尾修一（QJ誌元編集長）がブログ記事「いじめ紀行を再読して考えたこと」の中で、はてなブログ『孤立無援のブログ』内の記事「小山田圭吾における人間の研究」について批判的に言及する。このブログ記事は、元々は、2006年11月10日、楽天ブログ『電気熊はアンドロイドの夢を見るか？』に投稿されていたもので、上記の2誌の記事をもとに、小山田のいじめエピソードを紹介していた（2009年にはてなブログに移動）。これに対して、翌24日、「孤立無援のブログ」の著者である電八郎が、北尾の批判に答える形で、ブログ記事が「元記事を意図的に切り貼りして、悪魔のような小山田圭吾像をでっち上げた」と批判されている件について反論した。まず批判された記事の要約については、雑誌に掲載された小山田のインタビュー記事全文と批判されたブログ記事のどちらを読んでも受ける印象は変わらないもので、意図的な切り貼りといったものではなく、被害者側の立場から要約した記事を、逆に小山田本人や加害者側の立場から読むことによる違いに過ぎないと主張した。さらにブログ記事の内容は、出典を明らかにし、自分の考えと引用した部分とを分け、必要な部分のみ引用し、原文を忠実に引用し、引用した部の分の内容の改変はしていないなど、著作権法の規定に基づいたフェアな引用だとも主張した。加えて、批判されたブログ記事の著者は大手マスコミ報道で自分のブログだけをソースとしたものは一つもない、と自身のブログが世論に与えた影響についても疑問を投げかけている。
2021年9月16日、QJ誌のインタビュー記事を執筆した太田出版の村上清は、小山田のいじめ行為を記載し、拡散されていた上述のブログ記事「孤立無援のブログ」に関して「今回、本記事の『原文』としてネット上で最も参照されたであろうブログの記事が必ずしも元記事原文のままではなく、少なからず削除・切り取りされたものであったことは、今夏のオリンピックのタイミングで知りました。いち執筆者として率直に申し上げれば、センシティブなテーマを扱ううえで当時の自分としてぎりぎりの神経を使って言葉を配した箇所ほど狙ったようにカットされていたことは確かです。」と述べている。
中原一歩も「孤立無援のブログ」について、「ブログの記述と照らし合わせてみた。すると、一見、小山田氏の当該インタビューを「引用」した風に読めるこのブログには、実は巧妙な編集が施されていることがわかった。」としている
2021年9月15日付の週刊文春では、小山田へのインタビュー記事（インタビュアー：中原一歩）が発表された。8月末に行われた打ち合わせののち9月上旬に行われた取材で小山田は「実際に行ったいじめはどれでしょうか」という中原の質問に対し、QJ誌で語った「段ボールの中に入れて、黒板消しの粉を振りかけてしまった」「ロッカーに同級生を閉じ込めて蹴飛ばした」の二点を挙げている。この二点のうち、前者は小学校時代の同級生（QJ誌内では「沢田」と仮名）に対して行われたもの、後者は中学校時代の同級生（同じく「村田」と仮名）に行われたものである。一方で、「実際に小山田氏が行っていないことが、なぜこんなにも雑誌のインタビューでは、自分で行ったかのように語られているのだろう」という問いに小山田は「インタビューではその場を盛り上げるために、自分の身の回りに起きたことも含めて語ってしまいました。でも『ロッキング・オン・ジャパン』は原稿の内容を事前にチェックできませんでした。そういう約束で引き受けた僕も悪いのですが、記事になったのを見て、ショックを受けました。全部自分がしたかのように書いてあり、後悔をしました」と答えている。
この取材で中原は「私が指摘した部分は10カ所近くに及んだが、小山田氏の回答は、一貫して「加害者という立ち場で暴力を振るったことはない」だった。」と書いている。
中原一歩は Business Insider Japan のインタビューを受けて、この問題を取材した動機を次のように答えている。「違和感があったんです。あの騒動の発端となったブログ記事です。問題となっている『クイック・ジャパン』『ロッキング・オン』の原文を読むとわかるんですが、ブログの書き方は非常に恣意的で、原典となる2つの記事を正確に引用したとはとても言えないものだった。小山田氏が辞任した時の謝罪文にも、『事実と異なるところがある』と書いてありました。」また、小山田へのバッシングについて中原は次のように語っている。「僕が今むしろ関心があるのは、『なぜ人は小山田圭吾を許せないのか？』ということです。小山田氏をバッシングし続ける人のモチベーションが一体何なのかを、知りたいと考えています」。
中原は、「大手新聞が拡散した「小山田氏が長期的に障がい者を虐めていた」という事実はなかったと結論づけている。だが一方で、小山田氏は「3つの罪」を犯してしまった。「小山田氏は上級生のいじめの現場を目撃したが、それを止めることができず傍観してしまったこと」、「自分のイメージを変えるために、事実と異なる話を雑誌上で複数回、語ってしまったこと（荻上チキ氏が指摘している“いじめ語り”）」、「雑誌掲載後、事実を訂正し、謝罪と説明するチャンスはあったにも関わらず、それをしなかったこと」だ」としている
。
中原はこのインタビューに続く週刊文春の記事でも取材を続け、小山田在学当時の複数人の同級生に話を聞いた。しかし小山田が「障がい者をいじめていた」という証言は得られなかった。なお中原はこの記事により、第28回「編集者が選ぶ雑誌ジャーナリズム賞」作品賞を受賞した。
和光時代の小山田の同級生は、「結局、誰もがこの27年間、小山田君のこの件は触ってはいけないタブーのような扱いをしていました。同級生の間でも、この件について事実確認のための取材を受けたという話も聞いたことがありません」と証言した。

### 騒動に関するジャーナリスト、著名人によるコメント
太田光（爆笑問題）
太田光は、「その時代の価値観を知りながら評価しないと難しい」というコメントに寄せられた「小山田を擁護したお前も同罪」といった意見に対し、冒頭では「俺の言葉が大勢の人を傷つけた」と謝罪しながら、その上で、「(当時の)本人の証言というひとつの立脚点だけで攻撃していいのか」という違和感があることに変わりはなく、一連の小山田問題については詳しく検証もされていない現時点において「まったく躊躇なしで糾弾している状況が危うい」と指摘。「本当に本当に、違う意見があっても良いし、反目し合う必要はない。」と再度自らの立場を表明した。
篠原章（評論家）
篠原章は、クイックジャパン元編集長の北尾修一の検証を元に「小山田は虐めの傍観者であった可能性が高い。だとすれば、この国の人びとの大部分は小山田と同類である。みな虐めの傍観者だ。小山田だけを責められるのか」と意見を述べている。
沢田太陽（音楽ジャーナリスト）
沢田太陽は「小山田圭吾の今回の炎上のもとになった1995年のクイックジャパン3号の特集『いじめ紀行』。ここで彼は、和光小学校・中学・高校での、自らがかかわった『いじめ』について語っていて、これが大問題となったわけですけど、その原文を全て読んだことは、おありでしょうか？」と記述し、実際の記事を読むとSNS上やメディアが拡散している記事の内容とは大分印象が違うとした上で、沢田は「『考えを変えてみろ』だとか『小山田氏は無実だ』とか、そういうことを無理強いする意図はないが『これ(記事の原文)を読んで見方が変わった』という反応は、もうすでにかなり聞いており、もちろん、『それでも全然ダメだぞ』という読後感想もあるかと思いそれに関して反論はしません。しかし、これを読んで見て新たに気がつく真相はかなりあるかとも思います。」と主張した。
さらに、沢田は「もうひとつ問題となっている、『ROCKIN'ON JAPAN』1994年１月号でのインタビュー記事。これも彼のいじめ問題に触れているんですけど、同じテーマでもクイックジャパンと随分と印象違います。」と投稿しており、さらに、「小山田氏はクイックジャパンのインタビューの方は、彼自身がかなり積極的に企画協力に関わっているので信憑性が高いのはクイックジャパンの方ではないか？」とも、指摘している。加えて、沢田はクイックジャパンのいじめに関する文章を全て読んだうえで「これ、反省するとかそれ以前に、だいぶ事実から乖離してことが進みすぎているな」とSNS上やメディアから拡散されている小山田氏に関する情報の不確かさについても指摘した。
荻上チキ（評論家（テクスト論、メディア論専門）、特定非営利活動法人「ストップいじめ！ナビ」代表理事）
荻上チキは、自身のブログにおいて、本件への言及を行っている。
まず、炎上発生当初の時点では、ROJ誌とQJ誌の記事を読んだうえで、いじめの実態がどのようなものであったかについては、「解釈の幅の中でどう解釈するかは、受け手にグラデーションがあった」とする。一方で、いじめの実態より、それを語った記事が現に存在し、炎上しているという事実のほうに注目し、「それに対する適切な応用がのぞましい」とコメントした。
次に、2021年9月17日に小山田が出したコメントを受けて、荻上はそのいじめの実態について、「『加害者』・『観衆』・『傍観者』を行き来している立場」であったのが実態だと分析する。一方、荻上がより重視していた、インタビュー記事の発表そのものについては、「数十年前のいじめの事案、およびそのことをメディア上で語ったことについて、これだけ言葉を割いて説明がなされるという事例は、日本では珍しい」として、その「『応答』は、今回の声明文で相応になされていたと捉えられる」と論じた。
片岡大右（批評家）
片岡大右は、小山田の炎上事件について取り扱った自著において、小山田のいじめ加害に関する炎上は、インフォデミックの要素があると論じている。その要因として、以下の2点を論じている。
- 情報ロンダリング
  - 片岡は、雑誌に掲載された小山田のエピソードがインターネット上で伝達される過程で、情報ロンダリングが生じたと論じる。
  - まず、2003年頃に2ちゃんねるにROJ誌からの引用によるコピペが作られ、以降も繰り返して投稿されることで、事実上の定型文となる。次いで、2006年に上述のブログ記事「小山田圭吾における人間の研究」が作成されるが、この中では、まずROJ誌の記事が、「定型文」の孫引きで引用される。次にQJ誌からの引用を行うが、この引用について、片岡は、「『ROJ』と『QJ』を比較検討するなら、前者のショッキングな発言がどうやら根拠薄弱であること、高校時代の小山田が、まったく優等生的な関わり方ではないにしても、学級を共にする障害のある生徒とそれなりによい関係を取り結んでいたことが明らかになってくる」にもかかわらず、記事の著者は「『QJ』の記事の読みどころを完全に捉え損ね、そこから浮かび上がってくる学校生活の情景を顕著に歪めずにはいない一連の引用から成り立っている」として、本記事の質を、「批評的吟味という観点からはまったくお話にならない代物にすぎない」と断じる。
  - しかし一方で、この記事がはてなブログの媒体であったことから、「オーバーグラウンドなウェブ空間から---それもしばしば『ブログ論壇』を構成するものとされ一般のブログとは別格の扱いを受けがちだったはてなのコミュニティから---発信されたことで、実に多くの人びとに、準拠可能な参照源として利用されるに至った」とする。そして、小山田のインタビュー記事に関する情報源が、インターネット掲示板上の「定型文」ではなくて、はてなブログが原典となることによって、この記事を「根拠にしてであれば、小山田について公に論評してもよいと信じることができた」のである、と指摘する。
  - 更に、大手メディアで真っ先に報じた毎日新聞の第一報においても、取材過程での原文の確認の作業について、「『孤立無援のブログ』の引用がたしかに『QJ』に記載されているかどうかを確認したにとどまり、それ以上に記事内容を吟味する手間をかけなかったに違いない」と推測する。そして、毎日新聞の記事もまた、「2ちゃんねる由来の顕著に歪曲的な小山田像をそのまま大手新聞に掲載するという情報ロンダリングの遂行者となってしまった」と批判する。

- 反五輪の文脈での消費
  - 2021年に開催された東京五輪は、開催反対の言論が盛んであり、片岡の見解では、一連の小山田告発の流れにも反五輪の文脈は影響を与えていた。最初に小山田のいじめ事件の拡散に一役買ったものとして片岡が例示しているのは、7月15日7時43分に、五輪開催への反対姿勢の有力アカウントと目されるアカウント「はるみ」が、小山田の「いじめ加害」を批判的に言及したツイートであり、このツイートが「大規模に拡散され」、「炎上の発端」になったのではと指摘する。
  - また、毎日新聞の第一報でも、記事の配信の直後、執筆者の山下智恵記者は記事を引用しつつ「この怒りや違和感をどう受け止めますか組織委さん」とツイートしており、小山田に「仕事を任せるような五輪組織委や政府を告発したいという情熱」が先に立ったのではないかと、片岡は指摘する。

## 書籍
- 『コーネリアスの惑星見学 - 好奇心は猿をも殺す』（1998年、KADOKAWA）
- 『続・コーネリアスの惑星見学』（2000年、KADOKAWA）
- 『別冊ele-king ALL ABOUT CORNELIUS コーネリアスのすべて』（2017年6月、Pヴァイン）
- 『Cornelius × idea Mellow Waves -コーネリアスの音楽とデザイン-』（2017年6月、誠文堂新光社）
- 『別冊ele-king ALL ABOUT CORNELIUS 2 続・コーネリアスのすべて』（2019年、Pヴァイン）

## 関連書籍
- 片岡大右『小山田圭吾の「いじめ」はいかにつくられたか 現代の災い「インフォデミック」を考える』（2023年2月17日、集英社）
- 電八郎『小山田圭吾はなぜ障害者をいじめなかったのか: 根本敬から読み解く「村上清のいじめ紀行」』（2024年6月、危ないイチゴ）
- 中原一歩『小山田圭吾 炎上の「嘘」 東京五輪騒動の知られざる真相』（2024年7月24日、文藝春秋）